# Northern Trust
Northern Trust ist ein Finanzdienstleister aus den Vereinigten Staaten mit Sitz in Chicago, Illinois. Es hat sich auf Unternehmen, institutionelle Anleger und sehr vermögende Privatpersonen spezialisiert. Northern Trust ist eine der größten und ältesten Banken der USA. Zum 30. Juni 2022 verwaltete das Unternehmen ein Vermögen von 1,7 Billionen US-Dollar und verwahrte ein Vermögen von 17 Billionen US-Dollar. Die Northern Trust Corporation ist in Delaware eingetragen.
Das Unternehmen ist im S&P 500 gelistet.
In der Schweiz ist die Bank durch die Northern Trust Global Services SE, Zweigniederlassung Basel vertreten.
Das Unternehmen bietet Finanzdienstleistungen verschiedener Art an, unter anderem im Bereich Asset Servicing und Depotbank.

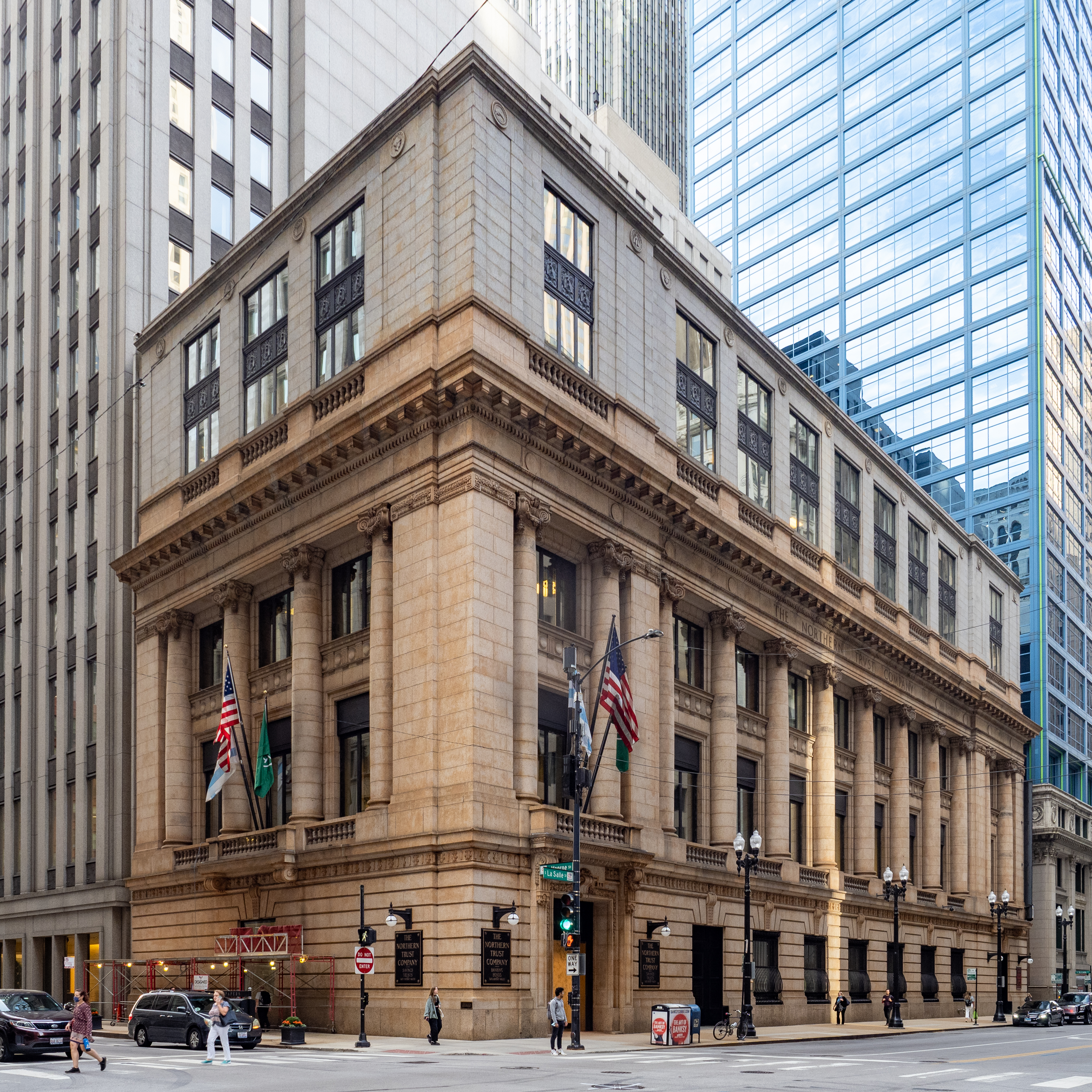
Hauptquartier der Northern Trust Company in der South Lasalle Street in Chicago